# Pereval Katta-Belesynyk
Pereval Katta-Belesynyk (ryska: Перевал Катта-Белесынык) är ett bergspass i Kirgizistan.   Det ligger i oblastet Batken, i den västra delen av landet, 500 km sydväst om huvudstaden Bisjkek. Pereval Katta-Belesynyk ligger 1 304 meter över havet.
Terrängen runt Pereval Katta-Belesynyk är kuperad. Runt Pereval Katta-Belesynyk är det ganska glesbefolkat, med 29 invånare per kvadratkilometer. Närmaste större samhälle är Margun, 6,8 km söder om Pereval Katta-Belesynyk. Trakten runt Pereval Katta-Belesynyk består i huvudsak av gräsmarker.